# Bílí Svatoheleňané
Bílí svatoheleňané nebo Svatoheleňané evropského původu (anglicky: White Saint Helenians) jsou obyvatelé Svaté Heleny, Ascensionu a Tristan da Cunhy, kteří jsou původem z Evropy (především ze Spojeného království).

## Přehled
Na Svaté Heleně, Ascensionu a Tristan da Cunha žije celkem 1932 Evropanů (25% obyvatel). Bílí svatoheleňané nejčastěji vyznávají křesťanství.